# Offshore-Windpark Block Island
Der Offshore-Windpark Block Island ist der erste Offshore-Windpark in den Vereinigten Staaten. Die fünf Turbinen vom Typ GE Wind Energy Haliade 150-6 MW haben insgesamt eine installierte Leistung von 30 Megawatt. Der Windpark befindet sich im Atlantik, etwa sechs Kilometer vor der Küste von Block Island im US-Bundesstaat Rhode Island. 

## Geschichte und Bau
Anfang 2014 wurde zwischen dem Projektentwickler Deepwater Wind und Alstom ein Vertrag über die Lieferung der fünf Windkraftanlagen vom Typ Haliade 150-6MW unterzeichnet. Mit Übernahme der Alstom-Energiesparte durch General Electric im Laufe des Jahres 2015 wurde die Technik der Haliade Teil von GE Wind Energy. Die Turbinen wurden in Frankreich produziert. Die Rotorblätter wurden von LM Wind Power gefertigt.
Die Komponenten der Windkraftanlagen wurden mit Hilfe des Errichterschiffes Brave Tern von Fred Olsen aus dem französischen Hafen Saint-Nazaire nach Block Island transportiert.
Im Dezember 2016 wurde der Park in Betrieb genommen, nachdem im August 2016 die Installationen der Turbinen abgeschlossen wurde. Turbine 2 konnte aufgrund eines Defektes erst im Februar 2017 vollständig in Betrieb gehen.
Das Vorhaben mit einer Investitionssumme von 290 Mio. Dollar wurde von D. E. Shaw & Co. finanziert.

## Technische Details
Das Regelarbeitsvermögen liegt bei 125.000 MWh. Damit wird etwa 90 % des Strombedarfs von Block Island gedeckt.
Im Zuge der Bauarbeiten für den Offshore-Windpark wurde die elektrische Infrastruktur für die Inselbewohner von Block Island verändert. Während früher Dieselgeneratoren den Strom erzeugten, wird die Insel seit Fertigstellung des Offshore-Windparks über ein Seekabel mit Strom versorgt. Dieses Seekabel ist an dem Offshore-Windpark angeschlossen und gewährleistet so die Stromversorgung. Dadurch können jährlich etwa 4½ Mio. Liter Diesel eingespart werden. Durch die Umstellung konnten die Stromkosten von 16,82 auf 12,44 US-Cent je Kilowattstunde sinken.